# Patrick Pentz
Patrick Pentz, född 2 januari 1997 i Salzburg, är en österrikisk fotbollsmålvakt som spelar för Brøndby IF och Österrikes herrlandslag i fotboll, där han var med i truppen vid fotbolls-EM 2024.